# Bisoro
Bisoro è un comune del Burundi situato nella provincia di Mwaro con 34.175 abitanti (censimento 2008).

## Geografia antropica

### Suddivisioni amministrative
Il comune è suddiviso in 15 colline.